# Luis Coordes
Luis Ángel Coordes (Santo Domingo, República Dominicana, 2 de enero de 1999) es un futbolista dominicano. Juega de centrocampista y su equipo es el F. C. Eintracht Norderstedt 03 de la Regionalliga Nord de Alemania.

## Trayectoria
Coordes firmó su primer contrato profesional con el F. C. St. Pauli el 30 de junio de 2017 y formó parte del primer equipo desde la temporada 2018-19. Debutó profesionalmente el 12 de mayo de 2019 en el empate 0-0 contra el VfL Bochum en la 2. Bundesliga.
En la temporada 2021-22 volvió a jugar con el filial. A mitad de la misma abandonó el club para recalar en el VfB Stuttgart II. La siguiente se fue al F. C. Teutonia 05 Ottensen.

## Estadísticas
Actualizado al último partido disputado el 28 de julio de 2024.
| Club                                      | Div.          | Temporada     | Liga  | Liga  | Copas nacionales | Copas nacionales | Copas internacionales | Copas internacionales | Total | Total |
| Club                                      | Div.          | Temporada     | Part. | Goles | Part.            | Goles            | Part.                 | Goles                 | Part. | Goles |
| ----------------------------------------- | ------------- | ------------- | ----- | ----- | ---------------- | ---------------- | --------------------- | --------------------- | ----- | ----- |
| F. C. St. Pauli II · Alemania             | 4.ª           | 2018-19       | 22    | 1     | —                | —                | —                     | —                     | 22    | 1     |
| F. C. St. Pauli · Alemania                | 2.ª           | 2018-19       | 2     | 0     | 0                | 0                | —                     | —                     | 2     | 0     |
| F. C. St. Pauli · Alemania                | 2.ª           | 2019-20       | 11    | 0     | 0                | 0                | —                     | —                     | 11    | 0     |
| F. C. St. Pauli · Alemania                | 2.ª           | 2020-21       | 0     | 0     | 0                | 0                | —                     | —                     | 0     | 0     |
| F. C. St. Pauli · Alemania                | Total club    | Total club    | 13    | 0     | 0                | 0                | 0                     | 0                     | 13    | 0     |
| F. C. St. Pauli II · Alemania             | 4.ª           | 2021-22       | 12    | 1     | —                | —                | —                     | —                     | 12    | 1     |
| F. C. St. Pauli II · Alemania             | Total club    | Total club    | 34    | 2     | 0                | 0                | 0                     | 0                     | 34    | 2     |
| VfB Stuttgart II · Alemania               | 4.ª           | 2021-22       | 10    | 0     | —                | —                | —                     | —                     | 10    | 0     |
| VfB Stuttgart II · Alemania               | Total club    | Total club    | 10    | 0     | 0                | 0                | 0                     | 0                     | 10    | 0     |
| F. C. Teutonia 05 Ottensen · Alemania     | 4.ª           | 2022-23       | 12    | 0     | 1                | 0                | —                     | —                     | 13    | 0     |
| F. C. Teutonia 05 Ottensen · Alemania     | 4.ª           | 2023-24       | 16    | 0     | 0                | 0                | —                     | —                     | 16    | 0     |
| F. C. Teutonia 05 Ottensen · Alemania     | Total club    | Total club    | 28    | 0     | 1                | 0                | 0                     | 0                     | 29    | 0     |
| F. C. Eintracht Norderstedt 03 · Alemania | 4.ª           | 2024-25       | 1     | 1     | —                | —                | —                     | —                     | 1     | 1     |
| F. C. Eintracht Norderstedt 03 · Alemania | Total club    | Total club    | 1     | 1     | 0                | 0                | 0                     | 0                     | 1     | 1     |
| Total carrera                             | Total carrera | Total carrera | 86    | 3     | 1                | 0                | 0                     | 0                     | 87    | 3     |

## Vida privada
Nacido en la República Dominicana, Coordes migró con su familia a Alemania a temprana edad.